# Volta a Andalusia femenina
La Volta a Andalusia (en castellà Vuelta a Andalucía) també coneguda com a Ruta del Sol, és una competició ciclista per etapes que es disputa a Andalusia durant el mes de maig.
Es disputà per primera vegada el 2022 formant part de l'UCI Women Elite, a la categoria 2.1.

## Palmarès
| Any  | Vencedor                           | Segon                              | Tercer              |
| ---- | ---------------------------------- | ---------------------------------- | ------------------- |
| 2022 | Arlenis Sierra Cañadilla           | Margarita Victoria García Cañellas | Ricarda Bauernfeind |
| 2023 | Katrine Aalerud                    | Mie Bjørndal Ottestad              | Tamara Balabolina   |
| 2024 | Margarita Victoria García Cañellas | Silke Smulders                     | Ella Wyllie         |
| 2025 |                                    |                                    |                     |